# Epitophysis substriata
Epitophysis substriata är en skalbaggsart som beskrevs av J. Linsley Gressitt och Yves Rondon 1970. Epitophysis substriata ingår i släktet Epitophysis och familjen långhorningar.
Artens utbredningsområde är Laos. Inga underarter finns listade i Catalogue of Life.